# Gen Verde
A Gen Verde együttes Olaszországban alakult 1966-ban. 
Az együttes a Fokoláre mozgalom keretein belül jött létre az alapító, Chiara Lubich kezdeményezésére a mozgalom modell-településén, a Firenze melletti Loppianóban. A csoport, melynek hivatalosan megjelölése "international performing arts group", egy igazságos, békés, élhető világ építéséért tevékenykedik. Ez a cél a tagok magánéletében is kifejeződik, a loppianói élettapasztalat kisugárzásaként.
Az együttes különlegessége, hogy tagjai a technikusokat is beleértve mind nők.

## Történet
Az olaszországi Incisa Valdarno (Firenze) városához tartozó Loppiano nemzetközi közösségében született meg az igény, hogy a zenei adottságokkal rendelkező fiatalok ezáltal is színesebbé tegyék a település életét. A formálódó zenekarnak 1966 karácsonyán Chiara Lubich gitárokat és egy -dobfelszerelést ajándékozott. E dob színéről kapta nevét az együttes (Gen = új nemzedék, ill. verde = zöld).
A korai koncerteken különféle stílusú saját dalokból és népzenéből álló programot adtak elő, melyet koreográfiák színesítettek. Nagy hangsúlyt fektettek a szövegekre, amelyekkel a Fokoláre mozgalom tapasztalatát közvetítik hallgatóik felé. 1975-ben jelent meg az első nagylemezük Corriamo insieme címmel.
1981-től különféle zenei stílusokból összeállított zenés-táncos programokat állítottak színpadra: Il mondo una casa (1981), Mille strade di luce (1986) és Le sfide del 2000 (1990). Ezekkel jutottak el első ízben más kontinensre (Észak-Amerika, 1981, 1986). Emellett aktívan részt vettek a Fokoláre mozgalom programjainak zenei lebonyolításában (GenFest 1980, GenFest 1985, GenFest 1990, FamilyFest 1993, GenFest 1995) és egyházi rendezvényeken is (Ifjúsági Világtalálkozó, Częstochowa, 1991).
1989-ben első alkalommal jutottak el Távol-Keletre, ezt később több távoli turné is követte. 1991-ben Kelet-Európába is elvitték üzenetüket, amely Lengyelország, Horvátország után a csehszlovák parlamentben is nyitott szívekre és fülekre talált.
1996-tól a musical műfajára tértek át, Prime pagine című darabjuk a Fokoláre mozgalom első éveiről szól. A musicalt azóta számos nyelvre lefordították és előadták, 2002-ben bemutatták Koreában, 2004-ben pedig Japánban is. 2005-ben jelent meg a következő musical-jellegű programjuk, a La coperta del mondo. Azóta ezzel turnéznak.
Az utóbbi években újabb projekteket indítottak el a musical mellett. 2008-ban megjelent G Giovani e Gen Verde (Fiatalok és Gen Verde) c. lemezük, amelynek a szövegeit fiatalok ihlették/írták. Emellett 2008-ban és 2009-ben közös koncerten léptek fel a Gen Rossóval.
Az együttes mindig nyitott volt az egyházi zene felé is, ezt jelzi öt megjelent miséjük.

## Fontosabb fellépéseik
- 1973 Genfest Loppiano (Olaszország)
- 1975 Genfest Róma, Berlin, Amsterdam
- 1980 Genfest (Róma, Stadio Flaminio)
- 1981 Familyfest (Róma, Palaeur)
- 1984 A család jubileuma (Róma, Szt. Péter tér)
- 1984 Fiatalok jubileuma (Róma, Szt. Péter tér)
- 1985 Genfest (Róma, Palaeur)
- 1986 A Béke Éve '86 (Strasbourg, Európai Parlament)
- 1986 First Earth Run (New York, ENSZ)
- 1989 44. Eucharisztikus világkongresszus (Szöul)
- 1990 Genfest (Róma, Palaeur)
- 1990 Labdarúgó világbajnokság – fogadóbizottság (Firenze)
- 1991 VI. Ifjúsági Világtalálkozó (Częstochowa, Lengyelország)
- 1993 Familyfest (Marino, Róma)
- 1995 Genfest (Róma, Palaeur)
- 1995 EurHope (Loreto, Olaszország)
- 1998 Egyházi mozgalmak és közösségek találkozója (Róma, Szt. Péter tér)
- 2002 14. Ázsiai játékok (Busan, Dél-Korea)
- 2004 Együtt Európáért (Stuttgart)

## Albumok
Olasz kiadások
- Corriamo insieme (1975)
- Revival – válogatás (1980)
- Il mondo una casa (1982)
- Mille strade di luce (1986)
- Il mondo ferma la sua corsa (1989)
- 68' live da "Le sfide del 2000" (1991)
- Accordi (1993)
- Prime pagine (1996)
- Ieri, oggi… sempre – The best of Gen Verde (1999)
- La coperta del mondo (2005)
- G Giovani e Gen Verde (2008)

Misék, egyházi énekek
- Gratitudine (mise, 1978)
- È bello lodarti (mise, 1987)
- Sulla via della speranza (1991)
- Cerco il tuo volto (mise, 2000)
- Messa della concordia (mise, 2005)
- Maria fiore dell'umanità (2007)
- Il mistero pasquale (2011)

Nemzetközi kiadások
- Die Brücken – maxi (Németország, 1972)
- Wasserpfützen – maxi (Németország, 1973)
- Sunrise (1975)
- Ein neuer Frühling – maxi (Németország, 1976)
- Rayons de soleil (Franciaország, 1978)
- Wege der Hoffnung (Németország, 1979)
- Nacerá una musica (Spanyolország, 1980)
- Prism (1981)
- Unsere Welt (Németország, 1982)
- El mundo, una casa (Spanyolország, 1982)
- Breakthrough (USA, 1986)
- La rue du temps qui passe (Franciaország, 1986)
- Brücken zu Dir – Revival (Németország, 1987)
- Breakthrough (Németország, 1988)
- Asian tour 1989 (Korea, 1989)
- Im Rhythmus der Erde (Németország, 1990)
- Gente del dos mil (Spanyolország, 1991)
- Ljudi godine 2000 (Horvátország, 1991)
- Horizon 2000 (1992)
- First pages (1997)
- Giodgiangulyeolmyo (Korea, 2002)
- Notas de fraternidad (2007)
- A new dawning (2008)

Maxik, EP
- Che saremo noi (1969)
- Lungo il fiume (1969)
- Oggi i tempi sono buoni (1970)
- La felicità (1970)
- I ponti (1970)
- La tempesta (1971)
- Le pozzanghere (1973)
- Per la nuova primavera (1973)
- Madonna di Michelangelo (1975)
- Per amore (1978)
- Canto perchè – EP (1984)
- Io sarò con voi – EP (1986)

Videók
- Le sfide del 2000 (1992)
- Prime pagine (1998)

Egyéb közreműködések
- FamilyFest 81 (1981)
- Gen Fest 85 (1985 – Mille strade)
- Seghe Seoul Seongcedehwe (Korea, 1989)
- Gen Fest 90 (1990 – Pagine di speranza, Collage canti)
- I giovani e il Papa insieme – EP (1991)
- T'ho chiamato per nome (1995 – Una voce nel buio)
- Come fuoco vivo – a Gen Rosso együttessel (1998)
- Maria, trasparenza di Dio (2003)
- Just family – EP (2005)
- Busco tu rostro – EP (Spanyolország, 2005)
- Notas de fraternidad – EP (Spanyolország, 2007)

### Könyv
- Franz Coriasco: L'anima e la storia (Città Nuova, 1991)